# 卡門 (亞利桑那州)
卡門（英語：Carmen）是位於美國亞利桑那州聖克魯斯縣的一個人口普查指定地區。根據2010年美國人口普查，該地共人口500人，而該地的面積約為5.00平方千米。

## 地理
卡門的座標為31°35′14″N 111°03′10″W / 31.58722°N 111.05278°W，而該地最高點為海拔高度997米（即3271英尺）。